# Kerguelenovi otoki
Kerguelenovi otoki leže v južnem Indijskem oceanu na položaju 49° 20' južne zemljepisne širine in 70° 20' vzhodne zemljepisne dolžine. Glavni otok Kerguelen s površino 6.675 km² se je sprva imenoval Osamljeni otok (angleško Desolation Island). Obkroža ga približno 300 manjših otokov, tako da je skupna površina otočja 7.215 km². Podnebje je hladno in močno vetrovno, morja okrog otočja pa so navadno viharna. 
Otočje pripada Franciji. Odkril ga je Yves Joseph de Kerguelen-Trémarec februarja 1772. Na otoku so do iztrebljenja lovili tjulnje, morske medvede v 18. stoletju in morske slone v zgodnjem 20. stoletju. Otočje so za krajši čas obiskale nekatere odprave, leta 1776 tudi odprava Jamesa Cooka.
Na otoku je vedno prisotnih 50-100 ljudi, saj od leta 1949 nanj redno prihajajo manjše znanstvene posadke. Na njem stoji tudi satelitska sledilna postaja. Na glavnem otoku živijo dobro prilagojene divje mačke, katerih prednice so ladijske mačke. Živijo od morskih ptic in zajcev. 
Glavna postaja stoji na vzhodnem koncu Morbihanskega zaliva (francosko Golfe du Morbihan). Imenuje se Port-Aux-Français, vključuje pa bar, telovadnico, bolnišnico, knjižnico in cerkev.
Pomorski roman Osamljeni otok (angleško Desolation Island) Patricka O'Briana pripoveduje o posadki ladje, ki doživi brodolom na otoku Kerguelen. 